# Eimeria myoxocephali
Eimeria myoxocephali is een soort in de taxonomische indeling van de Myzozoa, een stam van microscopische parasitaire dieren. Het organisme komt uit het geslacht Eimeria en behoort tot de familie Eimeriidae. Eimeria myoxocephali werd in 1975 ontdekt door Fitzgerald.